# Rudolf Jacobs
Rudolf Jacobs (Brema, 26 luglio 1914 – Sarzana, 3 novembre 1944) è stato un partigiano e militare tedesco, capitano del genio navale della Kriegsmarine, Marina militare della Germania nazista, che si unì alle brigate partigiane in Italia.
Rudolf Jacobs disertò nel settembre del 1944 e combatté con le brigate partigiane della zona di Sarzana. Morì due mesi dopo durante un attacco a una caserma fascista da lui stesso progettato, e non riuscito per un imprevisto.

## Biografia

### Vita fino all'arruolamento
Jacobs era figlio del noto architetto di Brema Rudolf Heinrich Jacobs. Questo gli permise, alla fine degli studi superiori nel 1932, di entrare nella marina mercantile dove poté restare al riparo dal montare del nazionalsocialismo. Fino al 1938 Jacobs viaggiò per mare – fra l'altro, anche sulla nave scuola Deutschland. Nel 1936 si sposò. Dal 1938 studiò a Brema, nel Braunschweig e ad Hannover. Conseguì la laurea in Ingegneria nel 1940.

### Servizio militare
Nel 1939 Jacobs fu arruolato. All'inizio fu inviato nella zona di Amburgo-Altona, in seguito fu assegnato al gruppo di costruzione della Barriera Ovest Saarburg (Lothringen/Lorena). Nell'autunno 1943 fu mandato nel corpo di ingegneria della Marina da Guerra presso La Spezia, dove comandò una postazione di artiglieria fra Punta Bianca e Bocca di Magra.

### Diserzione e morte
Nel 1943 sua moglie e i suoi due figli furono erroneamente dati per morti. A settembre del 1944 Jacobs, dopo aver caricato un autocarro di fusti di benzina e di armi, abbandonò la base e si unì ai partigiani italiani della Brigata Garibaldi "Ugo Muccini", con i quali combatterono per i due mesi successivi.
Il 2 ottobre 1944 Jacobs si distinse in combattimento contro soldati tedeschi e fascisti. Una successiva azione fu da lui guidata il 3 novembre: Jacobs, alla guida di una pattuglia internazionale di partigiani italiani e stranieri, attaccò un hotel a Sarzana (il "Laurina"), che era usato come caserma dei fascisti delle Brigate Nere locali, facendosi passare per un distaccamento tedesco al comando di Jacobs. L'attacco di sorpresa fallì e Jacobs, la cui arma si inceppò, fu ucciso.
La sua famiglia fu informata della sua morte solo nel febbraio 1957, quando fu rintracciata da Paolino Ranieri, commissario politico della Brigata Muccini e successivamente sindaco di Sarzana per 25 anni. Nel portico antistante il luogo dell'attacco è stata posta dal Comune di Sarzana una lapide ricordo.